# 冬天裡的一把火
《冬天裡的一把火》是一首華語流行音樂歌曲，原曲是愛爾蘭女子演唱團體诺兰组合在1980年《Making Waves》專輯中的《Sexy Music》，中文作詞者是莊奴、原唱者是高凌風，是1982年鄒美儀與劉文正演出的台灣喜劇電影《冬天裡的一把火》的主題曲。2011年高凌風之子葛兆恩推出續作歌曲《冬天裡的第二把火》，由周倫作曲、彈頭（南拳媽媽團員宋健彰）作詞。

## 高凌風版
在台灣提到這首歌，最容易聯想到的就是高凌風唱這首歌時的動作：他在舞台上演唱這首歌，當副歌唱到“一把火”三字時，他就往前平舉打火機，用大拇指按鈕點火。其他人亦可用手握拳来代替握打火机，模仿點火動作。

## 张蔷版
中国大陆歌手张蔷在1986年发行的个人专辑《星期六·请留下来》收录了该歌曲的翻唱。

## 费翔版
1987年中國中央電視台春节联欢晚会上，第一次在央視春晚表演的费翔曾演唱這首歌曲；由于這首歌曲的节奏和费翔的舞蹈均较新颖，当年在中國大陸风靡一时。

## 葛平版
在《蓝猫淘气三千问》星际大战系列第12集〈神秘的特种飞机〉当中，葛平配音的蓝猫驾驶战斗机，热腾唱起此歌曲。

## 逸聞
1987年5月6日，大兴安岭发生了一场火灾，造成人员伤亡和财产损失。这场大火与费翔这首歌曲带来之“火”不谋而合，很多人开玩笑说费翔是这场大火的“罪魁祸首”。后费翔基于此事，在一次大型演出上演唱了一首与“水”有关的歌曲《小雨来得正是时候》来“赎罪”。不想当年竟又真的发生了水灾，人们纷纷传说这是费翔的“魔力”。